# Мері Ерпс
Мері Александра Ерпс (англ. Mary Alexandra Earps, нар. 7 березня 1993, Ноттінгем) — англійська футболістка, воротарка англійського клубу «Манчестер Юнайтед» і збірної Англії.